# Barholme
Barholme er to små ubeboede holme i det sydlige Guldborg Sund mellem Lolland og Falster.